# Le Guépard (série télévisée)
Pour les articles homonymes, voir Guépard (homonymie).
Le Guépard (Il gattopardo) est une série télévisée italienne produite par le service de vidéo à la demande Netflix et sorti en 2025. Il s'agit d'une nouvelle adaptation du roman éponyme de Giuseppe Tomasi di Lampedusa, paru en 1958.

## Synopsis
L'histoire du prince de Salina et de sa famille dans la Sicile du XIXe siècle qui connaît des bouleversements sociaux historiques causés par le Risorgimento.

## Distribution
- Deva Cassel (VF : Gaïa Singer) : Angelica Sedara
- Kim Rossi Stuart (VF : Raphaël Anciaux) : Don Fabrizio Corbera, Prince de Salina
- Saul Nanni (VF : Aurélien Raynal) : Tancredi Falconeri
- Benedetta Porcaroli (VF : Emmylou Homs) : Concetta Corbera
- Paolo Calabresi (VF : Mathieu Buscatto) : Père Pirrone
- Francesco Colella (VF : Loïc Houdré) : Calogero Sedara
- Corrado Invernizzi (VF : Sébastien Desjours) : Chevalley
- Astrid Meloni (VF : Christine Braconnier) : Maria Stella
- Greta Esposito (VF : Elsa Bougerie) : Chiara
- Gaetano Bruno (VF : Benjamin Egner) : Leonforte

## Épisodes
Le Guépard se déroule sur 6 épisodes de 60 minutes chacun,.

## Production
Le producteur de la série est Fabrizio Donvito pour Indiana Production en tandem avec Moonage Pictures. Le scénario est écrit par Richard Worlow et Benji Walters, Tom Shankland étant le réalisateur principal, aux côtés de Giuseppe Capotondi et Laura Luchetti. La musique de la série est signée Paolo Buonvino.

### Tournage
Le tournage a commencé en 2023. Les lieux de tournage sont Palerme, Catane (palais Biscari) et Syracuse, en Sicile.

### Attribution des rôles
Saul Nanni reprend dans la série Le Guépard le rôle de Tancredi Falconeri , précédemment joué par Alain Delon en 1963. L'acteur se dit honoré de jouer un personnage aussi « emblématique » et de pouvoir suivre les traces d’un acteur aussi « incroyable » que Delon, sans avoir peur d'être confronté à cette « icône »,,. Pour se préparer au rôle de Tancredi, il a relu le roman de Giuseppe Tomasi di Lampedusa et revisionné le film de Visconti, en essayant de comprendre les méandres de la dynamique familiale et sociale de l’aristocratie sicilienne des années 1860.
Deva Cassel reprend le rôle d’Angelica Sedara, joué par Claudia Cardinale en 1963,. Elle a préféré préparer son rôle en se concentrant sur la vision actuelle des réalisateurs plutôt que de s'inspirer de Cardinale.

## Exploitation
La première bande-annonce est disponible le 21 novembre 2024.